# Nieuwe Keizersgracht
Le Nieuwe Keizersgracht (« Nouveau Keizersgracht » en néerlandais) est un canal situé dans l'arrondissement Centrum de la ville d'Amsterdam aux Pays-Bas. Il se trouve dans le prolongement est du Keizersgracht et traverse la partie est du Grachtengordel selon un axe est-ouest pour relier l'Amstel au Plantage Muidergracht, dans le quartier du Plantage.
Comme les autres canaux principaux situés dans le même quartier, le Nieuwe Keizersgracht porte le préfixe Nieuwe (nouveau en néerlandais) suivi du nom du canal dans le prolongement duquel il est situé. Cette terminologie provient du fait que la partie est du grachtengordel fut aménagée dans le cadre du dernier plan d'expansion du centre-ville en direction de l'est, au-delà des rives de l'Amstel.

## Histoire
Le Keizersgracht, creusé en 1612, fut le second canal de la ceinture de canaux (grachtengordel) à être mis en place. La partie située entre le Leidsegracht et l'Amstel fut ajoutée dans le cadre du plan d'expansion de 1658. Au cours de la dernière expansion, la section située à l'est de l'Amstel à son tour fut creusée. Ce dernier tronçon, le Nieuwe Keizersgracht, suivait alors un tracé parallèle au Nieuwe Herengracht et au Nieuwe Prinsengracht, au cœur de l'ancien quartier juif aisé du Jodenbuurt.

### The Shadow wall (De Shaduwkade)[1],[2]
Dans la partie Ouest du canal ont été posées des plaques commémoratives pour 200 victimes juives de la Seconde Guerre mondiale. Deux plaques explicatives(une sur le pont enjambant le canal au bord de l'Amstel, l'autre au milieu de la rue du canal). On peut y lire "Durant la Seconde Guerre Mondiale, plus de 200 habitants, dans cette portion du canal, furent tués car ils étaient juifs. Sur la voie à gauche du canal, leurs noms sont affichés  sur le mur du canal en face de leurs logements. Achevés en 2013, le Shadow Wall a été réalisée à l'initiative des habitants du Nieuwe Keizergracht."